# Sandy Taikyu Kuhn Shimu
Sandy Taikyu Kuhn Shimu (* 1. März 1972 in Zürich) ist eine Schweizer Schriftstellerin, Künstlerin und Lehrerin. Sie lebt in Zürich und auf Sri Lanka.

## Leben
Kuhn Shimu absolvierte das Handelsdiplom in der Schweiz sowie Ausbildungen zur staatlich geprüften Fachsportlehrerin in Deutschland und zur diplomierten Kampfkunst- und Qi-Gong-Lehrerin auf den Philippinen. 1997 war sie Mitbegründerin der WULIN-Academy, in der asiatische Lebens- und Bewegungskünste vermittelt werden. Sie ist zudem diplomierte Yogalehrerin, zertifizierte Yogatherapeutin und psychologische Coachin.
Seit 1993 beschäftigt sich Kuhn Shimu mit asiatischer Philosophie und Psychologie und absolvierte Studien- und Pilgerreisen auf die Philippinen, nach Taiwan, China, Tibet, Nepal, Sri Lanka und Indien. Die bekennende Zen-Buddhistin legte im Jahr 2006 in der Rinzai-Tradition das Laiengelübde (Jukai-Zeremonie Ordination für die Laien) ab und erhielt dabei ihren Dharma-Namen Taikyu, was immerwährender Frieden bedeutet. Shimu ist ein Titel, der vorwiegend in der Kampfkunst und im Chan (jap. Zen) verwendet wird. Von 2010 bis 2012 vertiefte sie ihr Wissen über den Buddhismus mit einem Studium bei der Deutschen Buddhistischen Union. Im Jahr 2013 begründete sie die WULIN-Zen-Linie. WULIN-Zen ist eine traditionelle meditative Übungspraxis und die Wissenschaft des Geistes, die ihren Ursprung im chinesischen Shaolin-Kloster hat. Kuhn Shimu ist ausserdem ausgebildet in ayurvedischer Heilkunde (Ayurveda) und Traditioneller chinesischer Medizin.
Seit 2020 widmet sich Kuhn Shimu wieder vermehrt der Schriftstellerei. Sie schreibt wöchentlich eine Kolumne für den Spuren-Blog und veröffentlicht Kurzgeschichten. Im Jahr 2021 bildete sie sich zur Schreibtherapeutin (IEK Berlin) und 2022 zur Schreibpädagogin (Institut für kreatives Schreiben Freiburg) weiter. Nach Abschluss von Ausbildungen zur Literacy Managerin und Schreibberaterin an der Pädagogischen Hochschule Freiburg gründete sie 2023 den Schreibtempel.

## Veröffentlichungen (Auswahl)
- Mit Buddha Tee trinken, Eine Einführung in die chinesische Teezeremonie. Schirner Verlag, 2011, ISBN 978-3-8434-1033-5.
- Erwecke den Krieger in dir, Das WU LIN Prinzip. Schirner Verlag, 2012, ISBN 978-3-8434-1057-1.
- Wenn Kirschblüten fallen, Impulse, die den Geist beflügeln. Schirner Verlag, 2012, ISBN 978-3-8434-1056-4.
- Wenn Kirschblüten fallen, Geführte Meditationen, die den Geist befreien. CD, Schirner Verlag, 2012, ISBN 978-3-8434-8204-2.
- Erleuchtung zum Frühstück, Nimm dir Zeit zum Leben – Achtsamkeit im Alltag. Schirner Verlag, 2012, ISBN 978-3-8434-1078-6.
- Im Angesicht des Todes – und jetzt? Übungsbuch zur Integration und Akzeptanz des Unvermeidlichen. Schirner Verlag, 2012, ISBN 978-3-8434-1079-3.
- Vergeben, Heilen und Loslassen im Angesicht des Todes, Geführte Meditationen. CD, Schirner Verlag, 2012, ISBN 978-3-8434-8221-9.
- Was die Energie zum Fliessen bringt, Der kleine Energieratgeber für jeden Tag. Schirner Verlag 2013, ISBN 978-3-8434-5069-0.
- Begegne dir selbst in der Stille, Freiheit beginnt mit deinen Gedanken. Schirner Verlag, 2013, ISBN 978-3-8434-1104-2.
- Das Tao der Worte, Zen-Geschichten, die das Herz und den Geist bewegen., Schirner Verlag, 2013, ISBN 978-3-8434-1110-3.
- Zufriedenheit, Der Schlüssel zum Glück. CD, Schirner Verlag, 2014, ISBN 978-3-8434-8270-7.
- Kleine Energiequellen, Für jeden Tag., Schirner Verlag, 2014, ISBN 978-3-8434-5083-6.
- Stark aus der inneren Mitte, Frühstücken im Zen-Geist. Schirner Verlag, 2014, ISBN 978-3-8434-5084-3.
- Buddha@work, Den Berufsalltag achtsam und gelassen meistern. Schirner Verlag, 2014, ISBN 978-3-8434-1147-9.
- Buddha im Gepäck, Der kleine Reiseführer zum Glück. Schirner Verlag, 2015, ISBN 978-3-8434-1207-0.
- Vegan zum Glück, 10 gute Gründe für eine pflanzliche Ernährungsweise. Schirner Verlag, 2015, ISBN 978-3-8434-5129-1.
- Einfach gelassen, Einfache Übungen für innere Ruhe und Kraft. Schirner Verlag, 2016, ISBN 978-3-8434-1235-3.
- Retreat@home, Sinnvolle Auszeit für zu Hause. Schirner Verlag, 2016, ISBN 978-3-8434-1234-6.
- Im Schatten der Kiefer, Inspirierende Zen-Geschichten für Körper & Geist. Schirner Verlag, 2016, ISBN 978-3-8434-1264-3.
- Was wirklich glücklich macht, Der kleine Glücksratgeber für jeden Tag. Schirner Verlag, 2017, ISBN 978-3-8434-1290-2.
- Angst beginnt im Kopf – Mut auch!, Ein Übungsbuch für mehr Selbstvertrauen und Unabhängigkeit. Schirner Verlag, 2017, ISBN 978-3-8434-1324-4.
- Haiku, Drei Zeilen zum Glück. Edition Spuren, 2018, ISBN 978-3-905752-61-8.
- Einfach achtsam, Die besten Übungen für ein Leben in Balance & Harmonie. Schirner Verlag, 2018, ISBN 978-3-8434-5166-6.
- Mit Buddha Tee trinken, Eine Einführung in die chinesische Teezeremonie. Prong Press, 2019, ISBN 978-3-906815-17-6.
- Angst beginnt im Kopf – Mut auch!, Ein Übungsbuch für mehr Selbstvertrauen und Unabhängigkeit. Schirner Verlag, 2020, ISBN 978-3-8434-1451-7.
- Was die Energie zum Fliessen bringt, 75 überraschend einfache Powerkicks für jeden Tag. Schirner Verlag, 2021, ISBN 978-3-8434-1477-7.
- Einfach achtsam, Begegnung mit dem Hier und Jetzt. Schirner Verlag, 2021, ISBN 978-3-8434-1489-0.
- Zen-Stories, Spirituelle Rätselgeschichten. Karten und Buch, Prong Press, 2022, ISBN 978-3-906815-48-0.